# Piragüisme als Jocs Olímpics d'Estiu de 2024
Les proves de Piragüisme als Jocs Olímpics de París 2024 es van disputar separadament. Per una banda, les proves d'eslàlom es van dur a terme entre el 27 de juliol i el 5 d'agost de 2024 i per altra, les proves en aigües tranquil·les es van disputar entre el 6 i el 10 d'agost. Totes les proves es van fer a l'Estadi Nàutic Olímpic de l'Illa de França, al municipi de Vaires-sur-Marne. El piragüisme va ingressar al programa olímpic en els Jocs Olímpics de Berlín 1936, amb 9 proves diferents en aigües tranquil·les. Fins a l'edició de Londres 1948, no es van incorporar les disciplines femenines, amb només 1 prova. I no va ser fins als Jocs Olímpics de Múnic 1972, quan es van incorporar les proves d'eslàlom.
L'edició del 2024 va implementar canvis importants en la competició. En aigües tranquil·les s'eliminen les dues proves de K-1 200 m (tant masculí com femení). A més, les històriques proves (havien estat des del debut olímpic) de C-2 1000 m masculí i K-2 1000 m masculí, passen a ser de 500 m. Per primera vegada a la història s'aconsegueix la paritat entre gèneres, ja que es redueixen les places d'homes i augmenten les de dones. D'altra banda, augmenten 2 proves en l'eslàlom, introduint per primera vegada la disciplina extrema. En total, hi ha les mateixes proves (12) que als Jocs Olímpics de Tòquio 2020, tot i que els atletes participants es redueixen en 12 (de 248 a 236) pel que fa a les aigües tranquil·les i es mantenen iguals (82) pel que fa a l'eslàlom.

## Calendari de competició
| CR | Contrarellotge | P | Preliminars | QF | Quarts de final | SF | Semifinals | FC | Final consolació | M | Final |

| Data         | Ds 27 | Dg 28 | Dg 28 | Dl 29 | Dl 29 | Dt 30 | Dx 31 | Dx 31 | Dj 1 | Dj 1 | Ds 3 | Dg 4 | Dg 4 | Dl 5 | Dl 5 | Dl 5 | Dl 5 |
| ------------ | ----- | ----- | ----- | ----- | ----- | ----- | ----- | ----- | ---- | ---- | ---- | ---- | ---- | ---- | ---- | ---- | ---- |
| C-1 Masculí  | P     |       |       | SF    | M     |       |       |       |      |      |      |      |      |      |      |      |      |
| K-1 Masculí  |       |       |       |       |       | P     |       |       | SF   | M    |      |      |      |      |      |      |      |
| KX-1 Masculí |       |       |       |       |       |       |       |       |      |      | CR   | P    | P    | QF   | SF   | FC   | M    |
| C-1 Femení   |       |       |       |       |       | P     | SF    | M     |      |      |      |      |      |      |      |      |      |
| K-1 Femení   | P     | SF    | M     |       |       |       |       |       |      |      |      |      |      |      |      |      |      |
| KX-1 Femení  |       |       |       |       |       |       |       |       |      |      | CR   | P    | P    | QF   | SF   | FC   | M    |

| Data              | Dm 6 | Dm 6 | Dx 7 | Dx 7 | Dj 8 | Dj 8 | Dv 9 | Dv 9 | Ds 10 | Ds 10 |
| ----------------- | ---- | ---- | ---- | ---- | ---- | ---- | ---- | ---- | ----- | ----- |
| C-1 1000m Masculí |      |      | P    | QF   |      |      |      |      | SF    | M     |
| C-2 500m Masculí  | P    | QF   |      |      | SF   | M    |      |      |       |       |
| K-1 1000m Masculí | P    | QF   |      |      |      |      |      |      | SF    | M     |
| K-2 500m Masculí  |      |      | P    | QF   |      |      | SF   | M    |       |       |
| K-4 500m Masculí  | P    | P    |      |      | SF   | M    |      |      |       |       |
| C-1 200m Femení   | P    | QF   |      |      | SF   | M    |      |      |       |       |
| C-2 500m Femení   | P    | QF   |      |      | SF   | M    |      |      |       |       |
| K-1 500m Femení   | P    | QF   |      |      |      |      |      |      | SF    | M     |
| K-2 500m Femení   |      |      | P    | QF   |      |      | SF   | M    |       |       |
| K-4 500m Femení   | P    | P    |      |      | SF   | M    |      |      |       |       |

## Medaller
| Posició | País | Or | Argent | Bronze | Total |
| ------- | ---- | -- | ------ | ------ | ----- |
|         |      |    |        |        |       |
|         |      |    |        |        |       |
|         |      |    |        |        |       |

## Esdeveniments

### Eslàlom
| Esdeveniment         | Or | Plata | Bronze            |
| C-1 Masculí detalls  |    |       |                   |
| K-1 Masculí detalls  |    |       | Pau Echaniz (ESP) |
| KX-1 Masculí detalls |    |       |                   |
| C-1 Femení detalls   |    |       |                   |
| K-1 Femení detalls   |    |       |                   |
| KX-1 Femení detalls  |    |       |                   |

### Aigües tranquil·les
| Esdeveniment              | Or | Plata | Bronze |
| C-1 1000m Masculí detalls |    |       |        |
| C-2 500m Masculí detalls  |    |       |        |
| K-1 1000m Masculí detalls |    |       |        |
| K-2 500m Masculí detalls  |    |       |        |
| K-4 500m Masculí detalls  |    |       |        |
| C-1 200m Femení detalls   |    |       |        |
| C-2 500m Femení detalls   |    |       |        |
| K-1 500m Femení detalls   |    |       |        |
| K-2 500m Femení detalls   |    |       |        |
| K-4 500m Femení detalls   |    |       |        |